# 크리샤나

루마니아 지도에 표시된 크리샤나의 위치

크리샤나(루마니아어: Crișana, 헝가리어: Körösvidék 쾨뢰슈비데크[*], 독일어: Kreischgebiet 크라이슈게비트[*])는 루마니아와 헝가리 사이에 걸쳐 있는 지리적이고 역사적인 지역이다. 지역 이름은 쾨뢰시 강(크리슈 강)에서 유래된 이름이다.
북쪽으로는 마라무레슈, 동쪽으로는 트란실바니아, 남쪽으로는 바나트, 서쪽으로는 판노니아 평원과 접한다. 루마니아령인 크리샤나 동반부는 아라드 주, 비호르 주, 설라지 주, 사투마레 주, 후네도아라 주에 속하고 헝가리령인 크리샤나 서반부는 허이두비허르 주, 베케시 주에 속한다.